# ورنسل
ورنسل (به فرانسوی: Vernassal) یک کمون در فرانسه است که در Canton of Allègre واقع شده‌است.

## خصوصیات
ورنسل ۱۹٫۲۳ کیلومترمربع مساحت و ۳۳۲ نفر جمعیت دارد و ۸۸۶ متر بالاتر از سطح دریا واقع شده‌است.